# Mercy Moim
Mercy Moim, född 1 januari 1989, är en kenyansk volleybollspelare (vänsterspiker). Hon har varit lagkapten för Kenyas landslag sedan 2016 och var Kenyas flaggbärare tillsammans med rugbyspelaren Andrew Amonde vid OS 2020 (som genomfördes 2021).
Moim har spelat för klubbar i Kenya, Finland, Azerbajdzjan och Thailand. Med landslaget har hon vunnit afrikanska mästerskapen tre gånger (2013, 2015 och 2017) och deltagit i VM 2010, 2018 och 2022.